# ナイム・タル
ナイム・タル（トルコ語：Mehmet Naim Talu、1919年 - 1998年5月15日）は、トルコ共和国の政治家、首相（1973年4月15日 - 1974年1月26日）。

## 経歴
1943年にイスタンブール大学経済学部を卒業後、シュメール銀行（Sümerbank）で勤務し、1946年からはトルコ中央銀行で勤務した。1967年に中央銀行総裁に就任。
1972年に第2次エリム内閣の通商相として初入閣。メレン内閣でも引き続き通商相を務めた。
1972年に、タルは、スナイ大統領から上院議員に任命され、翌年実施される総選挙までの期間、選挙管理内閣の首班を務めることとなった。しかし、1973年の総選挙では、どの政党も過半数を制することができず、タル内閣は後継の内閣が組織されるまでの間、暫定政権として執務を続けることになった。1974年2月に共和人民党と国民救済党の連立政権が発足し、タル内閣は後継のエジェヴィトに政権を引き渡すことになった。
1974年から1976年まで、トルコ最大の銀行であるアク銀行の経営陣に加わった。イスタンブールで死去。妻との間に二女。